# Montferrer i Castellbò
Montferrer i Castellbò è un comune spagnolo di 736 abitanti situato nella comunità autonoma della Catalogna.

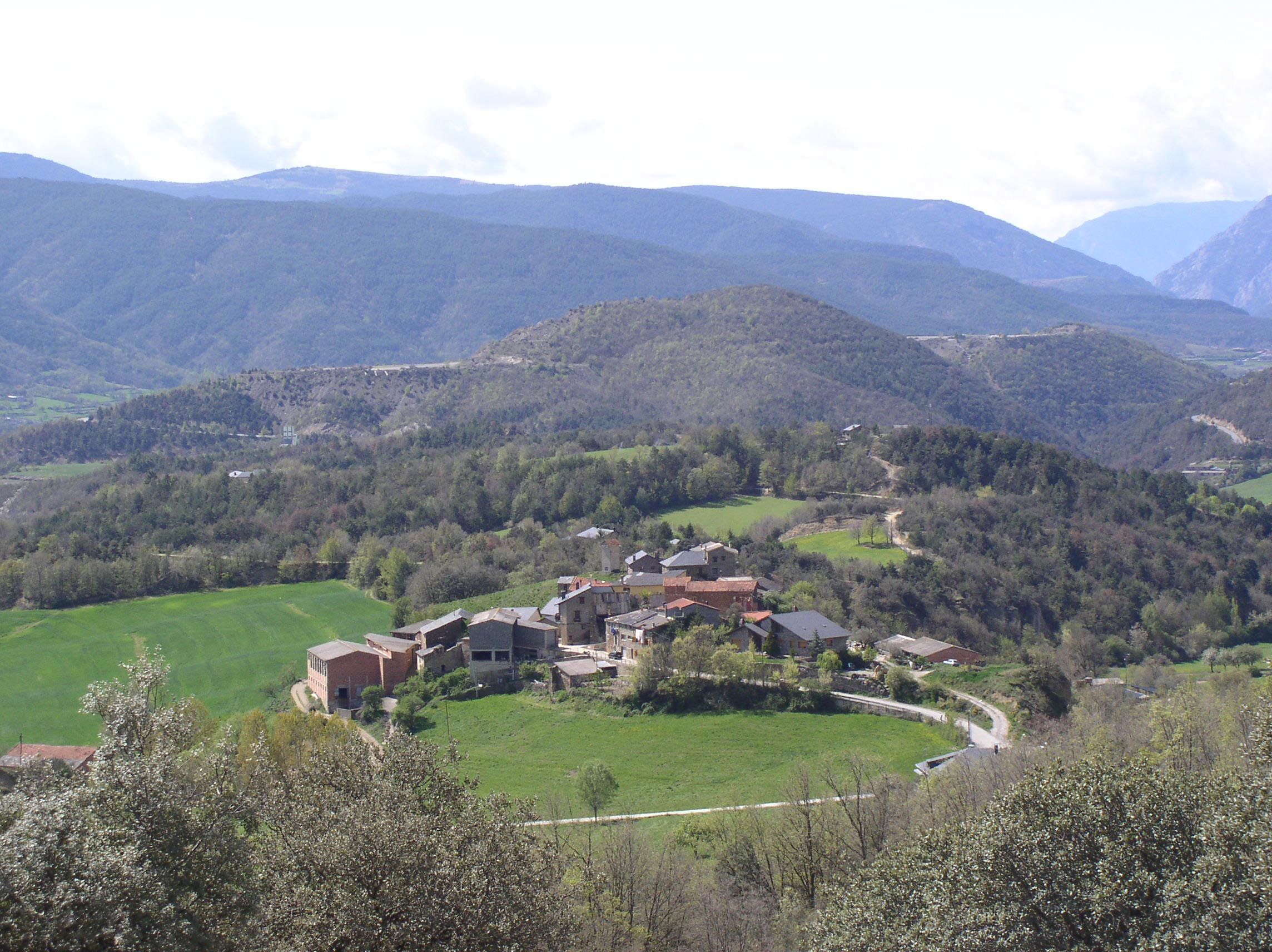
Bellestar, una frazione di Montferrer i Castellbò